# Grand-Remous
Grand-Remous es un municipio canadiense situado en la provincia de Quebec.

## Superficie
Grand-Remous tiene una superficie de 351,63 km².

## Demografía
En 2021, tenía 1159 habitantes, una densidad poblacional de 3,3 hab./km², y 778 viviendas.